# Lubuak Alai
Lubuak Alai is een bestuurslaag in het regentschap Lima Puluh Kota van de provincie West-Sumatra, Indonesië. Lubuak Alai telt 3251 inwoners (volkstelling 2010).